# Adelheid Heimann
Adelheid (Heidi) Heimann (Berlín, 27 de junio de 1903-Londres, 24 de abril de 1993) fue una historiadora del arte y fotoperiodista germano-británica.

## Trayectoria
Heidi Heimann fue hija del ingeniero Hans Heimann y de Mère Dora Lucie Fliess. Sus padres fueron deportados al Gueto de Theresienstadt, donde fallecieron. Su hermano, Fritz Heimann, fue asesinado en el campo de concentración de Auschwitz y su hermana, la artista textil Marli Ehrman, logró escapar.
Después de graduarse en la Westend-Schule en 1923, Heimann estudió historia del arte, alemán, filosofía y lenguas romances en Friburgo de Brisgovia, Berlín, Bonn y Hamburgo. En 1930 se doctoró en la Universidad de Hamburgo con Erwin Panofsky y trabajó para él como asistente no remunerada. 
En 1931 viajó a Florencia y París para investigar, y de 1933 a 1935 ejerció la docencia en la École Pratique des Hautes Études y en la Sorbona de París. Afectada por la prohibición nacionalsocialista de que los judíos ejercieran su profesión, se formó como fotógrafa en el Lette-Verein de Berlín en 1935 y emigró a Gran Bretaña en 1936. Allí trabajó como fotógrafa independiente en Londres y realizó trabajos por encargo para el taller fotográfico del Warburg Institute de Londres entre 1940 y 1943.  
Heimann fue fotoperiodista de la revista Picture Post de 1944 a 1952. En 1947 obtuvo la nacionalidad británica. De 1954 a 1964 fue conservadora adjunta de la colección fotográfica del Warburg Institute. En 1972 fue profesora invitada en la Universidad de Friburgo (Alemania).  
Falleció en Londres en 1993.

## Reconocimientos
En 2020, fue incluida dentro del proyecto “Mujeres Investigadoras en los Archivos Estatales (1900-1970)” para la descripción archivística y creación de un micrositio específico en el Portal de Archivos Españoles (PARES), desarrollado entre 2020-2023. Este proyecto ha sido impulsado por la Subdirección General de Archivos Estatales, con el objetivo visibilizar la labor de investigación realizada en España por las mujeres en el intervalo 1900-1970 partiendo de los registros documentales que se conservan en los Archivos de Gestión de los AAEE del Ministerio de Cultura (el Archivo Histórico Nacional, el Archivo de la Corona de Aragón, el Archivo General de Simancas, el Archivo General de Indias, el Archivo de la Real Chancillería de Valladolid, el Archivo General de la Administración y el Centro de Información Documental de Archivos).

## Publicaciones (selección)
- Der Meister der „Grandes Heures de Rohan“ und seine Werkstatt. In: G. Swarzenski,  A. Wolters (Hrsg.), Städel-Jahrbuch, Band VII–VIII, Prestel-Verlag, Frankfurt am Main 1932, S. 1–60, Dissertation, Hamburg, 1932
- Trinitas Creator Mundi. London 1938/39
- L’iconographie de la Trinité. Paris: L’art chrétien, 1943
- The Capital Frieze and Pilasters of the Portail royal, Chartres, in: Journal of the Warburg and Courtland Institutes, Vol. 31, 1968, S. 73–102
- Picasso und der Affe. München: Deutscher Kunstverlag, 1969
- French Painting in the Time of Jean de Berry: The Limbourgs and Their Contemporaries by Millard Meiss, in: The Burlington Magazine, Vol. 119, No. 896, S. 777–780